# Bondsrepubliek Duitsland op de Olympische Winterspelen 1984
Tijdens de Olympische Winterspelen van 1984, die in Sarajevo (Joegoslavië) werden gehouden, nam de Bondsrepubliek Duitsland (informeel: West-Duitsland) voor de vijfde keer deel naast de DDR.

## Medailleoverzicht
| Sport   | Olympiër                                                | Discipline             | Medaille |
| ------- | ------------------------------------------------------- | ---------------------- | -------- |
| Biatlon | Peter Angerer                                           | 20 km (m)              | Goud     |
| Rodelen | Hans Stanggassinger Franz Wembacher                     | dubbel                 | Goud     |
| Biatlon | Peter Angerer                                           | 10 km (m)              | Zilver   |
| Biatlon | Ernst Reiter Walter Pichler Peter Angerer Fritz Fischer | 4x7,5 km estafette (m) | Brons    |

## Deelnemers en resultaten

### Alpineskiën
| Olympiër            | Discipline       | Resultaat | Prestatie                       |
| ------------------- | ---------------- | --------- | ------------------------------- |
| Florian Beck        | slalom (m)       | dnf-2     | opgave run 2                    |
| Peter Dürr          | afdaling (m)     | dnf       | opgave                          |
| Klaus Gattermann    | afdaling (m)     | 12e       | 1.47,12 (+1,53)                 |
| Egon Hirt           | reuzenslalom (m) | 13e       | 2.44,11 (+2,93) 1.22,45+1.21,66 |
| Egon Hirt           | slalom (m)       | dnf-1     | opgave run 1                    |
| Herbert Renoth      | afdaling (m)     | 22e       | 1.48,39 (+2,80)                 |
| Sepp Wildgruber     | afdaling (m)     | 7e        | 1.46,53 (+0,94)                 |
|                     |                  |           |                                 |
| Irene Epple         | afdaling (v)     | 23e       | 1.15,65 (+2,29)                 |
| Irene Epple         | reuzenslalom (v) | 21e       | 2.25,52 (+4,54) 1.11,64+1.13,88 |
| Maria Epple         | reuzenslalom (v) | 13e       | 2.23,65 (+2,67) 1.10,40+1.13,25 |
| Maria Epple         | slalom (v)       | 12e       | 1.38,77 (+2,30) 49,63+49,14     |
| Michaela Gerg       | reuzenslalom (v) | 24e       | 2.26,28 (+5,30) 1.12,18+1.14,10 |
| Marina Kiehl        | afdaling (v)     | 6e        | 1.14,30 (+0,94)                 |
| Marina Kiehl        | reuzenslalom (v) | 5e        | 2.22,03 (+1,05) 1.09,70+1.12,33 |
| Regine Mösenlechner | afdaling (v)     | 17e       | 1.15,16 (+1,80)                 |
| Heidi Wiesler       | afdaling (v)     | 14e       | 1.14,98 (+1,62)                 |

### Biatlon
| Olympiër                                                | Discipline             | Resultaat | Prestatie                                                                                      |
| ------------------------------------------------------- | ---------------------- | --------- | ---------------------------------------------------------------------------------------------- |
| Peter Angerer                                           | 10 km (m)              | Zilver    | 31.02,4 (+8,6) pen.: 1 (0 / 1)                                                                 |
| Peter Angerer                                           | 20 km (m)              | Goud      | 1:11.52,7 pen.: 2 (0 / 1 / 1 / 0)                                                              |
| Fritz Fischer                                           | 10 km (m)              | 8e        | 32.04,7 (+1.10,9) pen.: 2 (1 / 1)                                                              |
| Fritz Fischer                                           | 20 km (m)              | 7e        | 1:15.49,7 (+3.57,0) pen.: 4 (2 / 0 / 0 / 2)                                                    |
| Walter Pichler                                          | 10 km (m)              | 16e       | 32.30,2 (+1.36,4) pen.: 1 (1 / 0)                                                              |
| Ernst Reiter                                            | 20 km (m)              | 22e       | 1:20.37,4 (+8.44,7) pen.: 5 (2 / 1 / 0 / 2)                                                    |
| Ernst Reiter Walter Pichler Peter Angerer Fritz Fischer | 4x7,5 km estafette (m) | Brons     | 1:39.05,10 (+0.13,4) pen.: 1-9 (0-0 / 1-5 / 0-0 / 0-4) (26.01,9 / 25.13,5 / 23.39,3 / 24.10,4) |

### Bobsleeën
| Olympiër                                                             | Discipline                      | Resultaat | Prestatie                                       |
| -------------------------------------------------------------------- | ------------------------------- | --------- | ----------------------------------------------- |
| Anton Fischer Hans Metzler                                           | 2-mansbob (m) West-Duitsland I  | 8e        | 3.29,18 (+3,62) (52,29 / 52,25 / 52,18 / 52,46) |
| Andreas Weikenstorfer Hans-Jürgen Hartmann                           | 2-mansbob (m) West-Duitsland II | 11e       | 3.30,41 (+4,85) (52,31 / 53,05 / 52,60 / 52,45) |
| Klaus Kopp Gerhard Oechsle Günter Neuburger Hans-Joachim Schuhmacher | 4-mansbob (m) West-Duitsland I  | 9e        | 3.24,15 (+3,93) (50,71 / 51,09 / 51,01 / 51,34) |
| Anton Fischer Franz Nießner Hans Metzler Uwe Eisenreich              | 4-mansbob (m) West-Duitsland II | 14e       | 3.25,31 (+5,09) (51,08 / 51,39 / 51,48 / 51,36) |

### Kunstrijden
| Olympiër                        | Discipline | Resultaat | Prestatie                                                       |
| ------------------------------- | ---------- | --------- | --------------------------------------------------------------- |
| Rudi Cerne                      | mannen     | 4e        | 8,2 punten (verpl. figuren: 3 - korte kür: 6 - lange kür: 4)    |
| Norbert Schramm                 | mannen     | 9e        | 16,2 punten (verpl. figuren: 9 - korte kür: 7 - lange kür: 8)   |
| Heiko Fischer                   | mannen     | 10e       | 19,6 punten (verpl. figuren: 6 - korte kür: 10 - lange kür: 12) |
| Manuela Ruben                   | vrouwen    | 7e        | 15,0 punten (verpl. figuren: 6 - korte kür: 11 - lange kür: 7)  |
| Claudia Leistner                | vrouwen    | 9e        | 17,4 punten (verpl. figuren: 9 - korte kür: 10 - lange kür: 8)  |
| Claudia Massari Leonardo Azzola | paarrijden | 13e       | 17,4 punten (korte kür: 11 - lange kür: 13)                     |
| Petra Born Rainer Schönborn     | ijsdansen  | 9e        | 18,0 punten (verpl. dans: 9 - org. dans: 9 - vrije dans: 9)     |

### Langlaufen
| Olympiër                                               | Discipline            | Resultaat | Prestatie                                                   |
| ------------------------------------------------------ | --------------------- | --------- | ----------------------------------------------------------- |
| Jochen Behle                                           | 15 km (m)             | dnf       | opgave                                                      |
| Jochen Behle                                           | 30 km (m)             | 15e       | 1:32.58,7 (+4.02,4)                                         |
| Stefan Dotzler                                         | 15 km (m)             | 30e       | 44.02,6 (+2.37,0)                                           |
| Stefan Dotzler                                         | 30 km (m)             | 37e       | 1:37.39,9 (+8.43,6)                                         |
| Josef Schneider                                        | 15 km (m)             | 37e       | 45.08,7 (+3.43,1)                                           |
| Josef Schneider                                        | 50 km (m)             | 35e       | 2:29.29,5 (+13.33,7)                                        |
| Franz Schöbel                                          | 15 km (m)             | 33e       | 44.11,1 (+2.45,5)                                           |
| Franz Schöbel                                          | 50 km (m)             | 37e       | 2:30.30,2 (+14.34,4)                                        |
| Peter Zipfel                                           | 30 km (m)             | 33e       | 1:36.26,6 (+7.30,3)                                         |
| Peter Zipfel                                           | 50 km (m)             | 38e       | 2:30.57,7 (+15.01,9)                                        |
| Jochen Behle Stefan Dotzler Franz Schöbel Peter Zipfel | 4x10 km estafette (m) | 6e        | 1:59.30,2 (+4.23,9) (30.05,8 / 29.54,7 / 29.37,3 / 29.52,4) |
|                                                        |                       |           |                                                             |
| Karin Jäger                                            | 10 km (v)             | 33e       | 35.05,2 (+3.21,0)                                           |
| Karin Jäger                                            | 20 km (v)             | 19e       | 1:06.20,2 (+4.35,2)                                         |

### Noordse combinatie
| Olympiër         | Discipline | Resultaat | Prestatie                                                                                              |
| ---------------- | ---------- | --------- | --- |
| Thomas Müller    | mannen     | 5e        | 401,995 punten schans: 209,1 p 106,9 (85,0 m)+100,1 (83,0 m)+102,2 (87,0 m) 15 km: 192,895 p (49.32,7) |
| Hermann Weinbuch | mannen     | 8e        | 397,390 punten schans: 201,6 p 94,3 (79,0 m)+102,1 (83,0 m)+99,5 (85,0 m) 15 km: 195,790 p (49.13,4)   |
| Dirk Kramer      | mannen     | 18e       | 380,245 punten schans: 189,0 p 94,5 (78,5 m)+94,5 (79,3 m)+62,1 (68,5 m) 15 km: 191,245 p (49.43,7)    |
| Hubert Schwarz   | mannen     | 24e       | 355,100 punten schans: 181,6 p 62,6 (67,0 m)+75,3 (72,5 m)+106,3 (88,0 m) 15 km: 173,500 p (51.42,0)   |

### Rodelen
| Olympiër                            | Discipline | Resultaat | Prestatie                                             |
| ----------------------------------- | ---------- | --------- | ----------------------------------------------------- |
| Thomas Rzeznizok                    | mannen     | 12e       | 3.07,367 (+3,109) (46,704 / 46,970 / 47,154 / 46,539) |
| Johannes Schettel                   | mannen     | dnf       | opgave                                                |
| Andrea Hatle                        | vrouwen    | 8e        | 2.49,491 (+2,921) (43,397 / 42,072 / 42,102 / 41,920) |
| Constanze Zeitz                     | vrouwen    | 9e        | 2.49,836 (+3,266) (42,707 / 42,679 / 42,300 / 42,150) |
| Hans Stanggassinger Franz Wembacher | dubbel     | Goud      | 1.23,620 (41,880 / 41,740)                            |
| Thomas Schwab Wolfgang Staudinger   | dubbel     | 8e        | 1.24,634 (+1,014) (42,267 / 42,367)                   |

### Schaatsen
| Olympiër             | Discipline   | Resultaat | Prestatie           |
| -------------------- | ------------ | --------- | ------------------- |
| Hansjörg Baltes      | 1500 m (m)   | 26e       | 2.02,68 (+4,32)     |
| Hansjörg Baltes      | 5000 m (m)   | 37e       | 7.50,33 (+38,05)    |
| Andreas Lemcke       | 1000 m (m)   | 26e       | 1.19,39 (+3,59)     |
| Andreas Lemcke       | 1500 m (m)   | 27e       | 2.03,13 (+4,77)     |
| Andreas Lemcke       | 5000 m (m)   | 29e       | 7.41,69 (+29,41)    |
| Hans-Peter Oberhuber | 500 m (m)    | 19e       | 39,39 (+1,20)       |
| Hans-Peter Oberhuber | 1000 m (m)   | 23e       | 1.19,13 (+3,33)     |
| Wolfgang Scharf      | 1500 m (m)   | 25e       | 2.02,64 (+4,28)     |
| Wolfgang Scharf      | 5000 m (m)   | 28e       | 7.40,90 (+28,62)    |
| Wolfgang Scharf      | 10.000 m (m) | 28e       | 15.40,74 (+1.00,84) |
| Uwe Streb            | 500 m (m)    | 26e       | 39,78 (+1,59)       |
| Uwe Streb            | 1000 m (m)   | 15e       | 1.18,65 (+2,85)     |
|                      |              |           |                     |
| Monika Holzner       | 500 m (v)    | 7e        | 42,40 (+1,38)       |
| Monika Holzner       | 1000 m (v)   | 8e        | 1.25,87 (+4,26)     |
| Sigrid Smuda         | 500 m (v)    | 20e       | 43,74 (+2,72)       |
| Sigrid Smuda         | 1000 m (v)   | 15e       | 1.27,05 (+5,44)     |
| Sigrid Smuda         | 1500 m (v)   | 10e       | 2.10,55 (+7,13)     |
| Sigrid Smuda         | 3000 m (v)   | 18e       | 4.53,22 (+28,43)    |

### Schansspringen
| Olympiër        | Discipline         | Resultaat | Prestatie                                           |
| --------------- | ------------------ | --------- | --------------------------------------------------- |
| Andreas Bauer   | normale schans (m) | 11e       | 202,0 punten 104,7 p. (87,0 m) + 97,3 p. (83,0 m)   |
| Andreas Bauer   | grote schans (m)   | 7e        | 194,6 punten 102,2 p. (105,0 m) + 92,4 p. (100,5 m) |
| Thomas Klauser  | normale schans (m) | 47e       | 159,3 punten 83,2 p. (77,0 m) + 76,1 p. (73,5 m)    |
| Peter Rohwein   | normale schans (m) | 44e       | 161,2 punten 94,3 p. (83,0 m) + 66,9 p. (69,0 m)    |
| Peter Rohwein   | grote schans (m)   | 35e       | 158,4 punten 77,7 p. (92,5 m) + 80,7 p. (95,0 m)    |
| Georg Waldvogel | normale schans (m) | 22e       | 187,8 punten 96,8 p. (83,0 m) + 91,0 p. (80,0 m)    |
| Georg Waldvogel | grote schans (m)   | 38e       | 154,5 punten 82,7 p. (95,0 m) + 71,8 p. (89,0 m)    |

### IJshockey
| Olympiër | Discipline | Resultaat | Prestatie |
| --- | ---------- | --------- | --- |
| Andreas Niederberger Udo Kießling Peter Scharf Ernst Höfner Franz Reindl Manfred Wolf Erich Kühnhackl Marcus Kuhl Gerd Truntschka Ignaz Berndaner Harold Kreis Roy Roedger Dieter Hegen Helmut Steiger Ulrich Hiemer Karl Friesen Michael Betz Bernd Englbrecht Manfred Ahne Joachim Reil | mannen     | 5e        | Voorronde groep A: 8- 1 West-Duitsland - Joegoslavië 8- 5 West-Duitsland - Polen 1- 1 West-Duitsland - Zweden 1- 6 West-Duitsland - Sovjet-Unie 9- 4 West-Duitsland - Italië 5e plaats: 7- 4 West-Duitsland - Finland |

Andorra · Argentinië · Australië · België · Bolivia · Bondsrepubliek Duitsland · Britse Maagdeneilanden · Bulgarije · Canada · Chili · China · Chinees Taipei · Costa Rica · Cyprus · Duitse Democratische Republiek · Egypte · Finland · Frankrijk · Griekenland · Groot-Brittannië · Hongarije · IJsland · Italië · Japan · Joegoslavië · Libanon · Liechtenstein · Marokko · Mexico · Monaco · Mongolië · Nederland · Nieuw-Zeeland · Noord-Korea · Noorwegen · Oostenrijk · Polen · Puerto Rico · Roemenië · San Marino · Senegal · Sovjet-Unie · Spanje · Tsjecho-Slowakije · Turkije · Verenigde Staten · Zuid-Korea · Zweden · Zwitserland